# Bërbili
Bërbili (hrv. Slavuj), glazbeni album hrvatskog glazbenog dua Dina e Mel (pjevačica i muzikologinja Dina Bušić i gitaristica Melita Ivković). Na albumu su zaboravljene pjesme zadarskih Arbanasa, na arbanaškom narječju, u interpretacijama Dine i Mel. Pjevačica iz dvojca Dina Bušić prikupila je građu za album 2000. za potrebe studija muzikologije snimala izvorne pjevače od kojih mnogi danas više nisu živi. Iz toga 2017. do 2020. nastao je nosač zvuka, uz podršku poznatih glazbenika koji su prepoznali vrijednost ovog projekta: Miroslava Tadića (gitara), Edina Karamazova (gitara i saz) i Yvette Holzwarth (violina). Izvođačice Dina i Mel odlučile su ga snimiti u jednom prirodnom akustičkom ambijentu, bez razglasa. Izabrale su crkvu na Zlarinu. Objavljen je ožujka 2020. godine. Zadarskoj publici predstavile su album 23. rujna 2020. godine u crkvi sv. Nikole, a to je bio i premijerni koncert Dine e Mel. Tom je prigodom promoviran spot koji je producirala, režirala i snimila Mare Milin, dok montažu potpisuje Maida Srabović/Tetrabot, a ulogu slavuja u njemu igra zadarska koreografkinja, plesačica i plesna pedagoginja Josipa Štulić. Prijevodi su djelo Ljiljane Llilli Koci i Maximilijane Barančić.

## Vanjske poveznice
- Dina e Mel
- Discogs
- Bërbili Službeni kanal Nota Bene Recordsa na YouTubeu